# Leucoraja
Het geslacht Leucoraja is een geslacht van roggen uit de familie Rajidae, die zijn afgesplitst van het grote geslacht Raja.

## Soorten
- Leucoraja caribbaea (McEachran, 1977)
- Leucoraja circularis (Couch, 1838) – Zandrog
- Leucoraja compagnoi (Stehmann, 1995) – Tijgerstaartrog
- Leucoraja elaineae (Ebert & Leslie, 2019)
- Leucoraja erinacea (Mitchill, 1825) – Kleine rog
- Leucoraja fullonica (Linnaeus, 1758) – Kaardrog
- Leucoraja garmani (Whitley, 1939) – Rozetrog
- Leucoraja lentiginosa (Bigelow & Schroeder, 1951) – Sproetrog
- Leucoraja leucosticta (Stehmann, 1971) – Appelgrauwe rog
- Leucoraja melitensis (Clark, 1926) – Maltese rog
- Leucoraja naevus (Müller & Henle, 1841) – Grootoogrog
- Leucoraja ocellata (Mitchill, 1815) – Winterrog
- Leucoraja pristispina (Last, Stehmann & Séret, 2008)
- Leucoraja virginica (McEachran, 1977)
- Leucoraja wallacei (Hulley, 1970) – Blancmangerog
- Leucoraja yucatanensis (Bigelow & Schroeder, 1950) – Yucatanrog

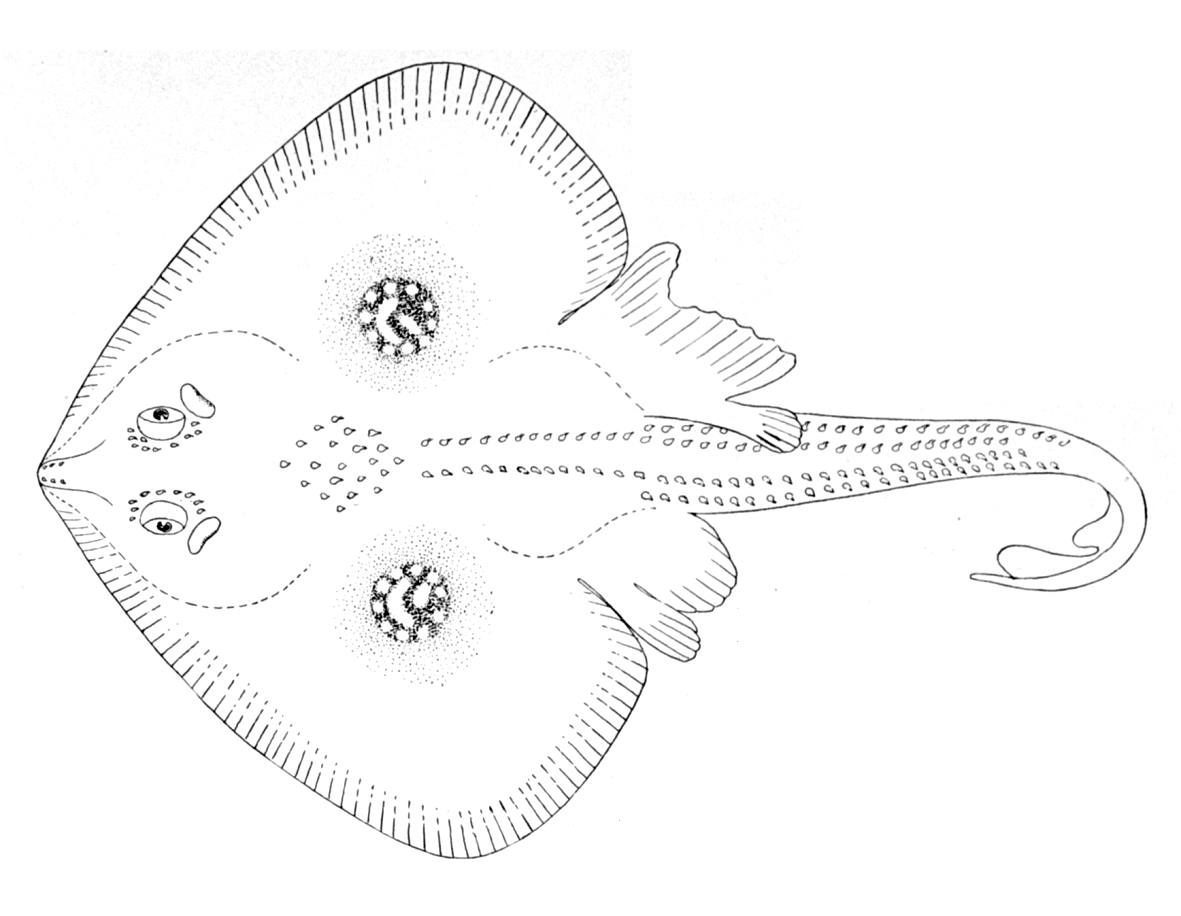
Leucoraja naevus
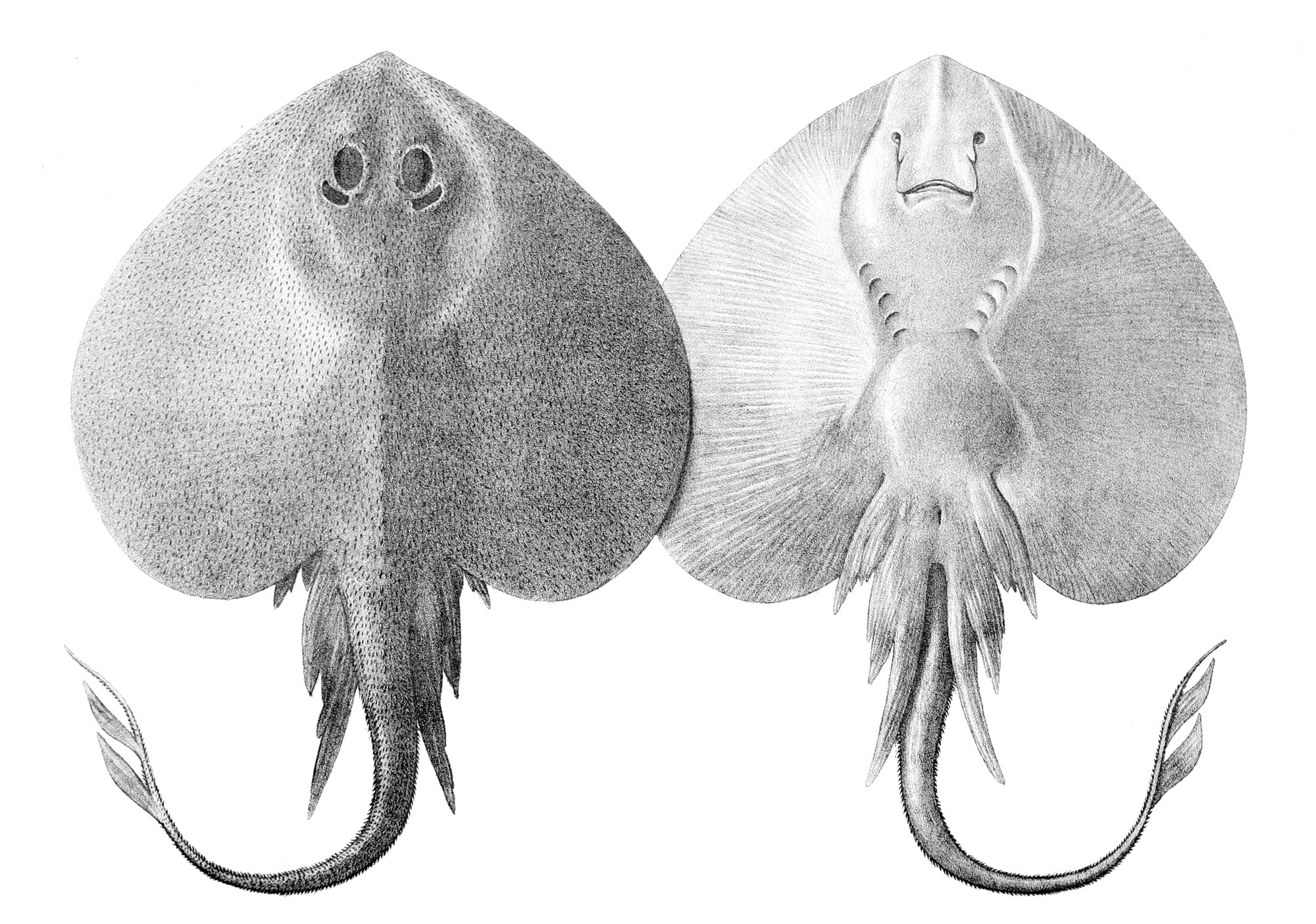
Leucoraja fullonica
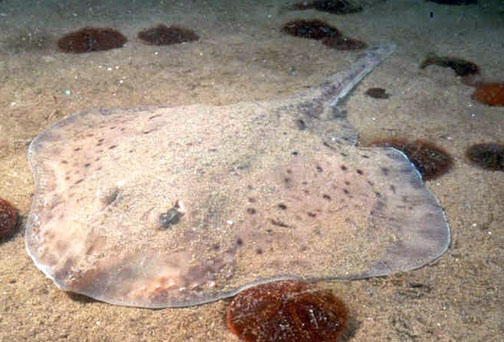
Leucoraja erinacea
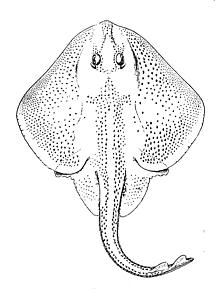
Leucoraja erinacea